# Charles Bastian
Pour les articles homonymes, voir Bastian.
Ne doit pas être confondu avec Charles Bastien.
Charles Bastian, né le 13 juillet 1874 à Strasbourg et mort le 14 octobre 1952 dans la même ville, est un artiste céramiste, illustrateur, enseignant et antiquaire alsacien.

## Biographie
Charles Bastian naît à Strasbourg dans le Bas-Rhin. Formé à l'école des arts décoratifs de Strasbourg, puis à l'académie des beaux-arts de Munich, il devient professeur de peinture à l'école des arts décoratifs de Strasbourg à partir de 1900. Charles Bastian illustra la vie strasbourgeoise (menus, affiches et cartes postales) dans un style qualifié d'« Art nouveau » et fournit des motifs floraux aux manufactures textiles mulhousiennes. Charles Bastian participa à la Kunschthafe dont il illustra le seizième dîner. Il est également céramiste et émailleur (atelier 19, rue de la porte Blanche).
À partir de 1909 Charles Bastian se consacra à son magasin d'antiquité (24, place de la Cathédrale), particulièrement spécialisé dans la faïence de Strasbourg (Hannong). Fournisseur à ce titre du musée des arts décoratifs de Strasbourg alors dirigé par Hans Haug. Le bonnet phrygien en fer forgé peint, enseigne du magasin, commémore l'idée lumineuse du ferronnier Jean-Michel Sultzer qui sauva la flèche de la cathédrale de Strasbourg menacée de destruction en 1793 .

## Expositions
Charles Bastian exposa des aquarelles à motifs floraux en 1901 à la Société des Amis des Arts de Strasbourg, en 1903 au salon Grombach (1, rue Saint Nicolas) en 1906 et 1908 à la Maison d'art alsacienne.

## Œuvres
Charles Bastian réalisa notamment le pavement du bénitier nord de la cathédrale de Strasbourg, les tuiles vernissées de l'église Saint-Martin de Colmar, les motifs en céramique émaillée de la façade du musée de Haguenau d'après des dessins de Léo Schnug. Ces panneaux représentent l'empereur Frédéric Barberousse  et l’atelier de Diebold Lauber, illustrateur du XVe siècle à Haguenau.

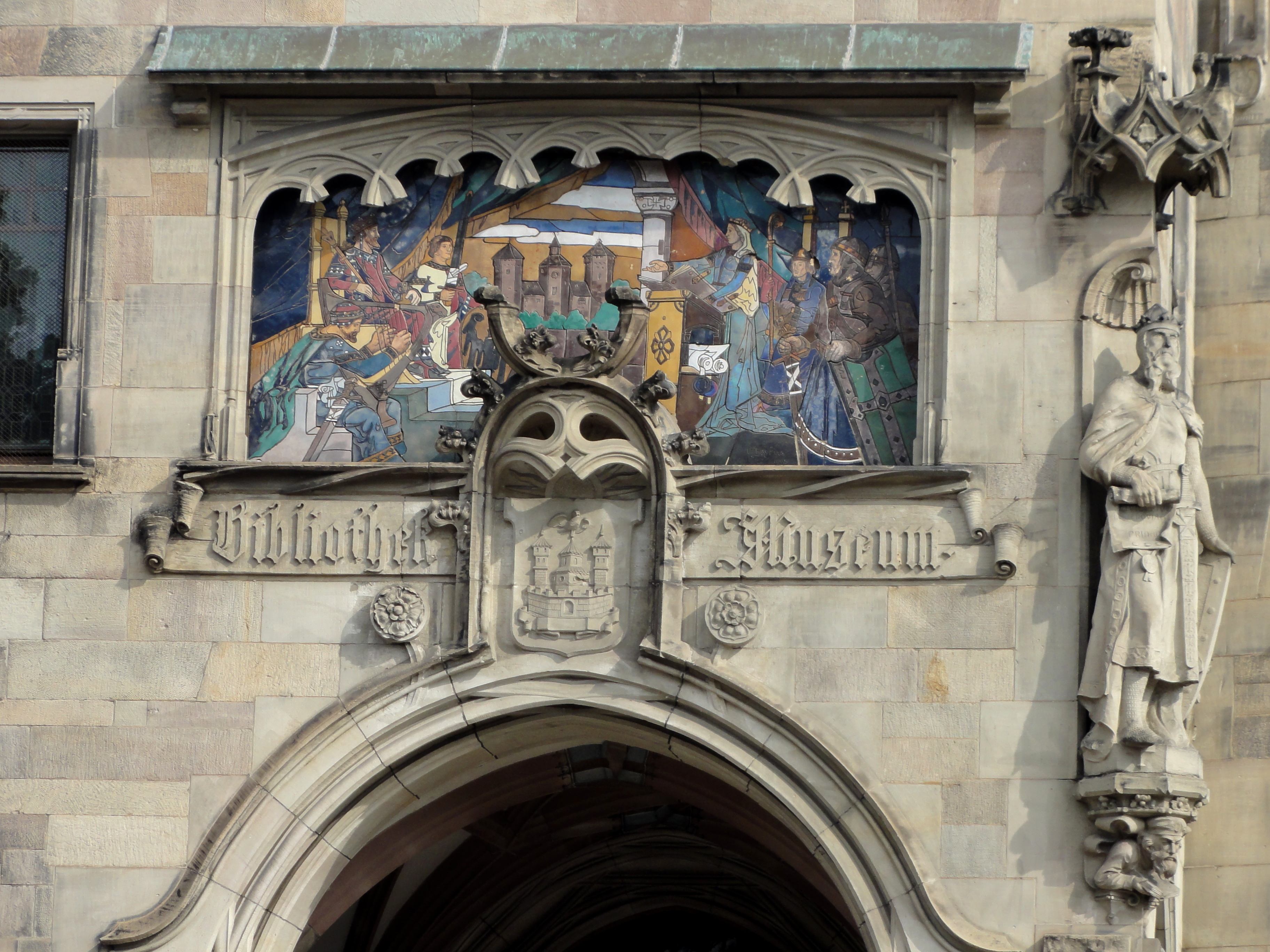
Haguenau MuséeHist 17

La série de 10 cartes postales intitulée Strassburger Künschtler Postkarte (lithographie Wezel & Naumann, Leipzig, 1899) figure les métiers de la table alsacienne dans le style Art nouveau.